# Championnats du monde de relais par équipes VTT
Le championnat du monde de relais par équipes VTT est une des épreuves au programme des championnats du monde de VTT. Elle est organisée depuis les championnats 1999.
Chaque concurrent effectue le même parcours dans un ordre indéfini.
Généralement, la course est disputée en ouverture des championnats du monde de VTT.

## Format des championnats
Jusqu'en 2016, chaque pays engage quatre coureurs, à savoir trois hommes : un junior (17-18 ans), un espoir (moins de 23 ans) et une élite, et une femme.
En 2017, une cinquième coureuse est ajoutée. Chaque équipe doit inclure une représentante de la catégorie Juniors ou Moins de 23 ans, deux membres de la catégorie Élite (Hommes et Femmes), un Homme U23 et un Homme Juniors.
Depuis 2020, la parité est respectée avec l'ajout d'une féminine. Chaque équipe est composée de trois hommes et de trois femmes : deux juniors (17-18 ans), deux espoirs (moins de 23 ans) et deux élites. Néanmoins des remplacements sont possibles :
- l'élite homme peut être remplacé par n'importe quel autre athlète masculin ou féminin ;
- l'élite femme peut être remplacée par une junior femme ou une espoir femme ;
- l'espoir homme peut être remplacé par un junior homme ou par une femme de n'importe quelle catégorie d'âge (élite, espoir ou junior) ;
- l'espoir femme peut être remplacée par une junior femme ;
- le junior homme peut être remplacé par une junior femme.

## Relais par équipes (mixte)
| Année                   | Or | Argent | Bronze |
| ----------------------- | --- | --- | --- |
| 1999 Åre                | Espagne- Roberto Lezaun - Margarita Fullana - Carlos Coloma - José Antonio Hermida                                            | France- Miguel Martinez - Sandra Temporelli - Julien Absalon - Nicolas Filippi                                 | Canada- Roland Green - Alison Sydor - Ryder Hesjedal - Ricky Federau                                                     |
| 2000 Sierra Nevada      | Espagne- Roberto Lezaun - Margarita Fullana - Iñaki Lejarreta - José Antonio Hermida                                          | Suisse- Florian Vogel - Christoph Sauser - Barbara Blatter - Silvio Bundi                                      | Italie- Marco Bui - Leonardo Zanotti - Mirko Faranisi - Paola Pezzo                                                      |
| 2001 Vail               | Canada- Ryder Hesjedal - Roland Green - Adam Coates - Chrissy Redden                                                          | Australie- Sid Taberlay - Mary Grigson - Trent Lowe - Cadel Evans                                              | Espagne- José Antonio Hermida - Carlos Coloma - Iñaki Lejarreta - Janet Puiggròs                                         |
| 2002 Kaprun             | Canada- Ryder Hesjedal - Alison Sydor - Roland Green - Max Plaxton                                                            | France- Julien Absalon - Laurence Leboucher - Jean-Eudes Demaret - Cédric Ravanel                              | Suisse- Florian Vogel - Thomas Frischknecht - Petra Henzi - Lukas Flückiger                                              |
| 2003 Lugano             | Pologne- Marcin Karczynski - Anna Szafraniec - Piotr Formicki - Kryspin Pyrgies                                               | Suisse- Balz Weber - Ralph Näf - Barbara Blatter - Nino Schurter                                               | Canada- Roland Green - Ricky Federau - Max Plaxton - Christina Redden                                                    |
| 2004 Les Gets           | Canada- Geoff Kabush - Max Plaxton - Kiara Bisaro - Raphaël Gagné                                                             | Suisse- Ralph Näf - Florian Vogel - Nino Schurter - Barbara Blatter                                            | Pologne- Marcin Karczynski - Kryspin Pyrgies - Pawel Szpil - Maja Włoszczowska                                           |
| 2005 Livigno            | Espagne- Rubén Ruzafa - Oliver Avilés - Rocío Gamonal - José Antonio Hermida                                                  | Italie- Marco Bui - Tony Longo - Eva Lechner - Johannes Schweiggl                                              | France- Alexis Vuillermoz - Stéphane Tempier - Séverine Hansen - Cédric Ravanel                                          |
| 2006 Rotorua            | Suisse- Florian Vogel - Martin Fanger - Petra Henzi - Nino Schurter                                                           | Italie- Tony Longo - Cristian Cominelli - Eva Lechner - Yader Zoli                                             | Pologne- Marcin Karczyński - Adrian Działakiewicz - Maja Włoszczowska - Kryspin Pyrgies                                  |
| 2007 Fort William       | Suisse- Florian Vogel - Thomas Litscher - Petra Henzi - Nino Schurter                                                         | Pologne- Marcin Karczynski - Piotr Brzózka - Maja Włoszczowska - Dariusz Batek                                 | États-Unis- Georgia Gould - Ethan Gilmour - Samuel Schultz - Adam Craig                                                  |
| 2008 Val di Sole        | France- Jean-Christophe Péraud - Arnaud Jouffroy - Laurence Leboucher - Alexis Vuillermoz                                     | Suisse- Florian Vogel - Matthias Rupp - Petra Henzi - Nino Schurter                                            | Italie- Marco Aurelio Fontana - Gerhard Kerschbaumer - Eva Lechner - Cristian Cominelli                                  |
| 2009 Canberra           | Italie- Marco Aurelio Fontana - Gerhard Kerschbaumer - Eva Lechner - Cristian Cominelli                                       | Canada- Raphaël Gagné - Geoff Kabush - Evan Guthrie - Catharine Pendrel                                        | France- Alexis Vuillermoz - Cédric Ravanel - Hugo Drechou - Cécile Rode Ravanel                                          |
| 2010 Mont-Sainte-Anne   | Suisse- Thomas Litscher - Roger Walder - Ralph Näf - Katrin Leumann                                                           | Allemagne- Manuel Fumic - Julian Schelb - Marcel Fleschhut - Sabine Spitz                                      | Tchéquie- Jaroslav Kulhavý - Ondřej Cink - Tomáš Paprstka - Kateřina Nash                                                |
| 2011 Champéry           | France- Fabien Canal - Victor Koretzky - Julie Bresset - Maxime Marotte                                                       | Suisse- Thomas Litscher - Lars Forster - Nathalie Schneitter - Nino Schurter                                   | Italie- Gerhard Kerschbaumer - Lorenzo Samparisi - Eva Lechner - Marco Aurelio Fontana                                   |
| 2012 Saalfelden-Leogang | Italie- Marco Aurelio Fontana - Beltain Schmid - Eva Lechner - Luca Braidot                                                   | France- Jordan Sarrou - Victor Koretzky - Julie Bresset - Maxime Marotte                                       | Allemagne- Markus Schulte-Lünzum - Martin Frey - Sabine Spitz - Manuel Fumic                                             |
| 2013 Pietermaritzburg   | Italie- Marco Aurelio Fontana - Gioele Bertolini - Eva Lechner - Gerhard Kerschbaumer                                         | France- Jordan Sarrou - Raphaël Gay - Julie Bresset - Maxime Marotte                                           | Allemagne- Markus Schulte-Lünzum - Georg Egger - Hanna Klein - Manuel Fumic                                              |
| 2014 Hafjell            | France - Jordan Sarrou - Hugo Pigeon - Pauline Ferrand-Prévot - Maxime Marotte                                                | Suisse- Andri Frischknecht - Filippo Colombo - Jolanda Neff - Nino Schurter                                    | Tchéquie - Kryštof Bogar - Jan Rajchart - Kateřina Nash - Jaroslav Kulhavý                                               |
| 2015 Vallnord           | France - Victor Koretzky - Antoine Philipp - Pauline Ferrand-Prévot - Jordan Sarrou                                           | Danemark - Simon Andreassen - Niels Rasmussen - Annika Langvad - Sebastian Carstensen                          | Italie - Gioele Bertolini - Francesco Bonetto - Eva Lechner - Marco Aurelio Fontana                                      |
| 2016 Nové Město         | France- Victor Koretzky - Benjamin Le Ny - Pauline Ferrand-Prévot - Jordan Sarrou                                             | Tchéquie - Matěj Průdek - Richard Holec - Katerina Nash - Jaroslav Kulhavy                                     | Suisse - Filippo Colombo - Vital Albin - Sina Frei - Lars Forster                                                        |
| 2017 Cairns             | Suisse- Filippo Colombo - Joel Roth - Sina Frei - Jolanda Neff - Nino Schurter                                                | Danemark- Sebastian Fini - Alexander Young Andersen - Annika Langvad - Malene Degn - Simon Andreassen          | France- Jordan Sarrou - Mathis Azzaro - Pauline Ferrand-Prévot - Lena Gerault - Neilo Perrin Ganier                      |
| 2018 Lenzerheide        | Suisse- Filippo Colombo - Alexandre Balmer - Sina Frei - Jolanda Neff - Nino Schurter                                         | Allemagne- Leon Kaiser - Elisabeth Brandau - Maximilian Brandl - Ronja Eibl - Manuel Fumic                     | Danemark- Sebastian Fini - Alexander Young Andersen - Annika Langvad - Malene Degn - Simon Andreassen                    |
| 2019 Mont Sainte-Anne   | Suisse- Joel Roth - Janis Baumann - Sina Frei - Jolanda Neff - Nino Schurter                                                  | États-Unis- Christopher Blevins - Riley Amos - Haley Batten - Kate Courtney - Keegan Swenson                   | France- Thibault Daniel - Luca Martin - Pauline Ferrand-Prévot - Loana Lecomte - Jordan Sarrou                           |
| 2020 Leogang            | France- Mathis Azzaro - Luca Martin - Loana Lecomte - Léna Gérault - Olivia Onesti - Jordan Sarrou                            | Italie- Luca Braidot - Eva Lechner - Filippo Agostinacchio - Nicole Pesse - Marika Tovo - Juri Zanotti         | Suisse- Luke Wiedmann - Thomas Litscher - Sina Frei - Noëlle Buri - Elisa Alvarez - Alexandre Balmer                     |
| 2021 Val di Sole        | France - Mathis Azzaro - Adrien Boichis - Léna Gérault - Tatiana Tournut - Line Burquier - Jordan Sarrou                      | États-Unis - Christopher Blevins - Brayden Johnson - Savilia Blunk - Ruth Holcomb - Kate Courtney - Riley Amos | Allemagne - Leon Kaiser - Paul Schehl - Sina van Thiel - Nina Benz - Ronja Eibl - Luca Schwarzbauer                      |
| 2022 Les Gets           | Suisse- Dario Lillo - Khalid Sidahmed - Ramona Forchini - Ronja Blöchlinger - Anina Hutter - Nino Schurter                    | Italie- Luca Braidot - Marco Betteo - Martina Berta - Valentina Corvi - Giada Specia - Simone Avondetto        | États-Unis- Christopher Blevins - Cayden Parker - Madigan Munro - Bailey Cioppa - Haley Batten - Riley Amos              |
| 2023 Glasgow            | Suisse- Dario Lillo - Nicolas Halter - Linda Indergand - Ronja Blöchlinger - Anina Hutter - Nino Schurter                     | France- Adrien Boichis - Julien Hemon - Loana Lecomte - Line Burquier - Anaïs Moulin - Jordan Sarrou           | Danemark- Tobias Lillelund - Albert Withen Philipsen - Julie Lillelund - Sofie Pedersen - Caroline Bohé - Sebastian Fini |
| 2024 Pal Arinsal        | États-Unis- Brayden Johnson - Nicholas Konecny - Haley Batten - Vida Lopez de San Roman - Madigan Munro - Christopher Blevins | France- Luca Martin - Nicolas Kalanquin - Loana Lecomte - Olivia Onesti - Anaïs Moulin - Mathis Azzaro         | Italie- Luca Braidot - Matteo Siffredi - Martina Berta - Giada Martinoli - Valentina Corvi - Mattia Stenico              |

## Tableau des médailles
Mis à jour après l'édition 2024
| Rang | Cycliste               | Or | Argent | Bronze | Total |
| ---- | ---------------------- | -- | ------ | ------ | ----- |
| 1    | Nino Schurter          | 7  | 5      | 0      | 12    |
| 2    | Jordan Sarrou          | 5  | 3      | 2      | 10    |
| 3    | Eva Lechner            | 3  | 3      | 3      | 9     |
| 4    | Victor Koretzky        | 3  | 1      | 0      | 4     |
| 4    | Jolanda Neff           | 3  | 1      | 0      | 4     |
| 6    | Marco Aurelio Fontana  | 3  | 0      | 3      | 6     |
| 7    | Sina Frei              | 3  | 0      | 2      | 5     |
| 8    | Pauline Ferrand-Prévot | 3  | 0      | 1      | 4     |
| 8    | José Antonio Hermida   | 3  | 0      | 1      | 4     |
| 10   | Florian Vogel          | 2  | 3      | 1      | 6     |

| Rang  | Nation     | Or | Argent | Bronze | Total |
| ----- | ---------- | -- | ------ | ------ | ----- |
| 1     | Suisse     | 8  | 6      | 3      | 17    |
| 2     | France     | 7  | 6      | 4      | 17    |
| 3     | Italie     | 3  | 4      | 5      | 12    |
| 4     | Canada     | 3  | 1      | 2      | 6     |
| 5     | Espagne    | 3  | 0      | 1      | 4     |
| 6     | États-Unis | 1  | 2      | 2      | 5     |
| 7     | Pologne    | 1  | 1      | 2      | 4     |
| 8     | Allemagne  | 0  | 2      | 3      | 5     |
| 9     | Danemark   | 0  | 2      | 2      | 4     |
| 10    | Tchéquie   | 0  | 1      | 2      | 3     |
| 11    | Australie  | 0  | 1      | 0      | 1     |
| Total | Total      | 26 | 26     | 26     | 78    |